# Хотомельське городище
51°53′30″ пн. ш. 26°51′30″ сх. д. / 51.89167° пн. ш. 26.85833° сх. д.
Хотомельське городище — археологічний комплекс слов'янського городища та прилеглого поселення на території Білорусі недалеко від сучасного села Хотомель (Столинський район, Брестська область), яке відносять до празької культури, що поволі еволюціонувала в лука-райковецьку культуру. Існувало в VI—X століттях. Час найбільшого піднесення припав на кін. VII — кін. VIII ст., коли Хотомель був одним з найбільших протоміст східних слов'ян. Доктор історичних наук Валентин Сєдов припускає, що з кін. VIII — поч. IX ст. городище могло бути центром невеликого державного утворення (умовно його можна назвати Хотомельське князівство), де правила місцева знать.
Археологічний комплекс складається з городища, селища і могильника, які були досліджені чотирма археологічними експедиціями під керівництвом доктора історичних наук Юрія Кухаренка у 1954—1957 роках.

## Городище
Розташоване на березі річки Горинь на північний схід від міста Столин, недалеко від сучасного села Хотомель. Городище облаштовано на узвишші в болотистій заплаві, має овальну форму (30 на 40 м) площею близько 1000 м², що оточена земляним валом. Болото та невелика річка природно захищали городище з двох сторін, з двох інших — із заходу і сходу були влаштовані додаткові дугоподібні вали та рови. На вершині валу, мабуть, були поставлені дерев'яні кліті, заповнені піском. Залишками таких клітей вважаються виявлені в розкопках товсті дубові колоди. Укріплення є типовим для празької культури.
Центральна частина укріплення являє собою досить рівну площадку розміром близько 250 м². Товщина культурного шару на ній не перевищує 0,2-0,4 м, знахідок майже немає; до країв городища, вздовж валу, потужність культурного шару доходила до 2,5 м; тут же знайдено більша частина керамічних та інших знахідок. Культурний шар розділяється на два горизонти вугільним прошарком, що вказує на масштабну пожежу в минулому.
У нижніх шарах (VІ—VII ст.), до пожежі, виявлені залишки ліпної кераміки та наконечник аварської стріли. Невелика товщина нижнього шару вказує на те, що в самому укріпленні в цей час не було постійного населення, а воно використовувалося в якості тимчасового прихистку.
Верхній культурний шар (VIII—X ст.) значно більш насичений, по чому можна зробити висновок, що в цей період активність життя у городищі значно зростає. Серед знахідок у верхньому шарі: срібне семипроменеве скроневе кільце (радимиського типу), вудила, глиняні прясельці, залізне долото, серпи, ножі.
Також у верхньому шарі були знайдені залишки військових обладунків (панцира ламелярного типу) — прямокутні довгасті залізні пластини з отворами. Панцир складався з таких пластинок, що з'єднувалися між собою ремінцями або тасьмою.

## Селище та могильник
З півдня і південного сходу до городища примикало селище загальною площею 1 га, де розкопками відкриті 11 напівземлянкових жител (6х4м) — типові будівлі празько-корчацького типу. Такі ж будинки з печами-кам'янками або глинобитними печами, розташованими в кутах, характерні і для поселень лука-райковецької культури. Поряд з напівземлянками будувалися і невеликі зрубні наземні житла, залишки яких виявлені і в середині городища.
Як в укріплені, так і в селищі знайдена ліплена і гончарна кераміка з досить нескладними орнаментами, які грубо вицарапувалися на посуді. Більш розвинута гончарна кераміка зустрічається лише у верхньому шарі (VIII—X ст.), вироби зроблені з більш якісної глини, без домішок, і краще обпалені.
Виявлені кістки домашніх тварин: свиней, корів і коней.
В безкурганному могильнику біля Хотомеля знайдено поховання празької культури, в якому залишки спалених кісток були складені на дні невеликої ямки і зверху перекриті великим глиняним горщиком, поставленим догори дном.

## Історія городища
Спочатку укріплення було центром лише малого племені в середній течії Горині. Однак, ймовірно, що, з часом, Хотомельське міжплемінне об'єднання включило значну частину території сучасного Білоруського та Українського Полісся і, на думку деяких дослідників, перетворилося на великий міжплемінний центр. Це могло статися у середині VII ст. після зруйнування аварами городища Зимно, яке було центром міжплемінного об'єднання дулібів, після чого почалося піднесення Хотомеля, яке тривало з кінця VII по кінець VIII ст. В цей час збільшується розмір селища, зводяться додаткові укріплення — згадані вище зовнішні вали.
В кін. VIII — на поч. IX ст. у городищі, яке до того було громадською будівлею без постійного населення, оселяється місцева знать, на що вказують знайдені срібні прикраси та культурний шар, в якому є чимало залишків зброї, але майже відсутні знаряддя праці. Доктори історичних наук Русанова Ірина та Валентин Сєдов вважають, що починаючи з цього періоду у городищі разом з феодалом мешкає добре озброєний прошарок населення, з якого згодом формується дружина, що вирушала звідси в далекі походи. Валентин Сєдов припускає, що в зазначений час городище стає центром невеликого князівства.
Синхронних Хотомелю протоміст в східнослов'янських землях небагато: Старокиївське городище, Труворове городище (Ізборськ) на Псковщині, Пастирське городище на Черкащині. Пізніше древній Хотомель поступово занепадає, населення зменшується, поки у Х ст. мешканці остаточно не залишили поселення.
Нинішнє село Хотомель виникло поруч з городищем значно пізніше.